# Finn Ronne
Finn Ronne (en norvégien Finn Rønne) (20 décembre 1899, Horten, Norvège – 12 janvier 1980, Bethesda, Maryland) est un explorateur américain de l'Antarctique d'origine norvégienne. Son père, Martin Rønne, était un explorateur et avait fait partie des expéditions au pôle Sud de Roald Amundsen. 

## Biographie
Après des études d'ingénieur en Norvège, Finn Ronne émigre aux États-Unis en 1923 et obtient la nationalité américaine en 1929. Après quelques années chez Westinghouse Electric, il prit part aux deux expéditions au pôle Sud de Richard Byrd, et en 1939 Ronne servi comme second de Byrd, aidant à découvrir plus de 1 500 km de côtes nouvelles. 
Après avoir servi plusieurs années dans l'United States Navy, obtenant le grade de capitaine, Ronne retourna en Antarctique dans les années 1940, avec le soutien de l'American Geographical Society. L'expédition de 1946 à 1948 cartographia et explora les côtes de la mer de Weddell et établit plusieurs records polaires. Ronne couvrit 5 800 km à ski et à traîneau à chiens, plus qu'aucun autre explorateur dans l'histoire polaire. Son épouse Edith Ronne l'accompagna dans cette expédition, servant, selon ses propres mots, comme « historienne et correspondante de la North American Newspaper Alliance ». Elle et la femme du chef-pilote Jennie Darlington furent les premières femmes à hiverner en Antarctique.
Dans les années 1950, la marine américaine organisa l'Opération Deep Freeze pour compléter la cartographie de l'Antarctique et établir des bases pour les recherches scientifiques. Ronne devint le chef scientifique et militaire de la base américaine de la mer de Weddel. Durant sa vie, il écrivit plusieurs livres sur l'Antarctique et plusieurs écrits scientifiques sur la recherche antarctique. Il reçut plusieurs médailles et décorations militaires pour service rendu, exploration géographique et progrès de la science.
À sa mort en 1980, à Bethesda, Ronne fut enterré dans la section 2 du cimetière national d'Arlington.

## Publications
- Antarctic Conquest (1949) (avec L. Sprague de Camp)
- Antarctic Command (1958)
- Ronne Expedition to Antarctica (1970)
- Antarctica, My Destiny (1979).